# Książka (powieść)
Książka – powieść Mikołaja Łozińskiego opublikowana po raz pierwszy w 2010 roku. 
Powieść inspirowana historią rodziny autora opowiada o losach trzech pokoleń na tle polskiej historii. Utwór składa się ze scenek i opowieści inspirowanych różnymi przedmiotami (ekspres do kawy, maszynka do włosów itp.) oraz z zapisu rozmów, w których rodzina autora wskazuje mu, jakich tematów ma on w swojej książce nie poruszać. Autor pracował nad książką przez niecałe 5 lat. Miała pozytywne recenzje, m.in.  Justyny Sobolewskiej, Dariusza Nowackiego, Juliusza Kurkiewicza oraz Remigiusza Grzeli.
Za Książkę Mikołaj Łoziński został w 2011 roku nagrodzony Paszportem Polityki.